# Arsina
A arsina  ou  hidreto de arsênio ( AsH3 ) é um composto inorgânico gasoso  na temperatura ambiente, é inflamável e altamente tóxico constituído de hidrogênio e arsênio. A arsina  é mais pesada que o ar , solúvel em água ,  incolor,  e com um  odor suave de alho que só é percebido quando em altas concentrações.Alguns minérios apresentam na sua composição  arsênio. O arsênio  ou  o minério que  contém este elemento quando em contato com a água ou algum ácido ocorre uma reação , liberando uma quantidade pequena de  gás arsina.

## Precauções
A exposição à arsina provoca hemólise e  falhas renais. Apresenta alta taxa de mortalidade. A maioria dos casos de intoxicação por arsina tem sido relatados  em ambientes de trabalho que manuseiam este material. A principal forma de absorção é por inalação. Não existe nenhum antídoto para neutralizar a arsina, em casos de intoxicação grave os médicos indicam a transfusão de sangue. Em 12 de julho de 2001 , na cidade de Tulsa em Oklahoma (Estados Unidos) , uma válvula de um tanque químico com arsina  fundiu  hospitalizando quase 100 pessoas com problemas de respiração e náuseas.

## Descoberta e síntese
AsH3 pode ser obtido pela seguinte reação:
4 AsCl3  +  3 NaBH4 → 4 AsH3  +  3 NaCl  +  3 BCl3
Esse tipo de reação foi empregada na descoberta da arsina, como relatado em 1775 por Carl Wilhelm Scheele, que reduziu trióxido de arsênio com zinco na presença de ácido. Essa reação é um prelúdio do teste de Marsh (teste forense).